# 미국신학도서관협회
미국신학도서관협회(The American Theological Library Association, ATLA)는 미국 시카고에 본부를 두고 있는 비영리 기관으로 신학과 종교 논문을 제공하는 전문학술 협회이다. 이 협회의 회원 도서관들은 수 많은 학생들과 교수들에게 학문연구를 위해 수 백만의 논문자료들을 제공한다.

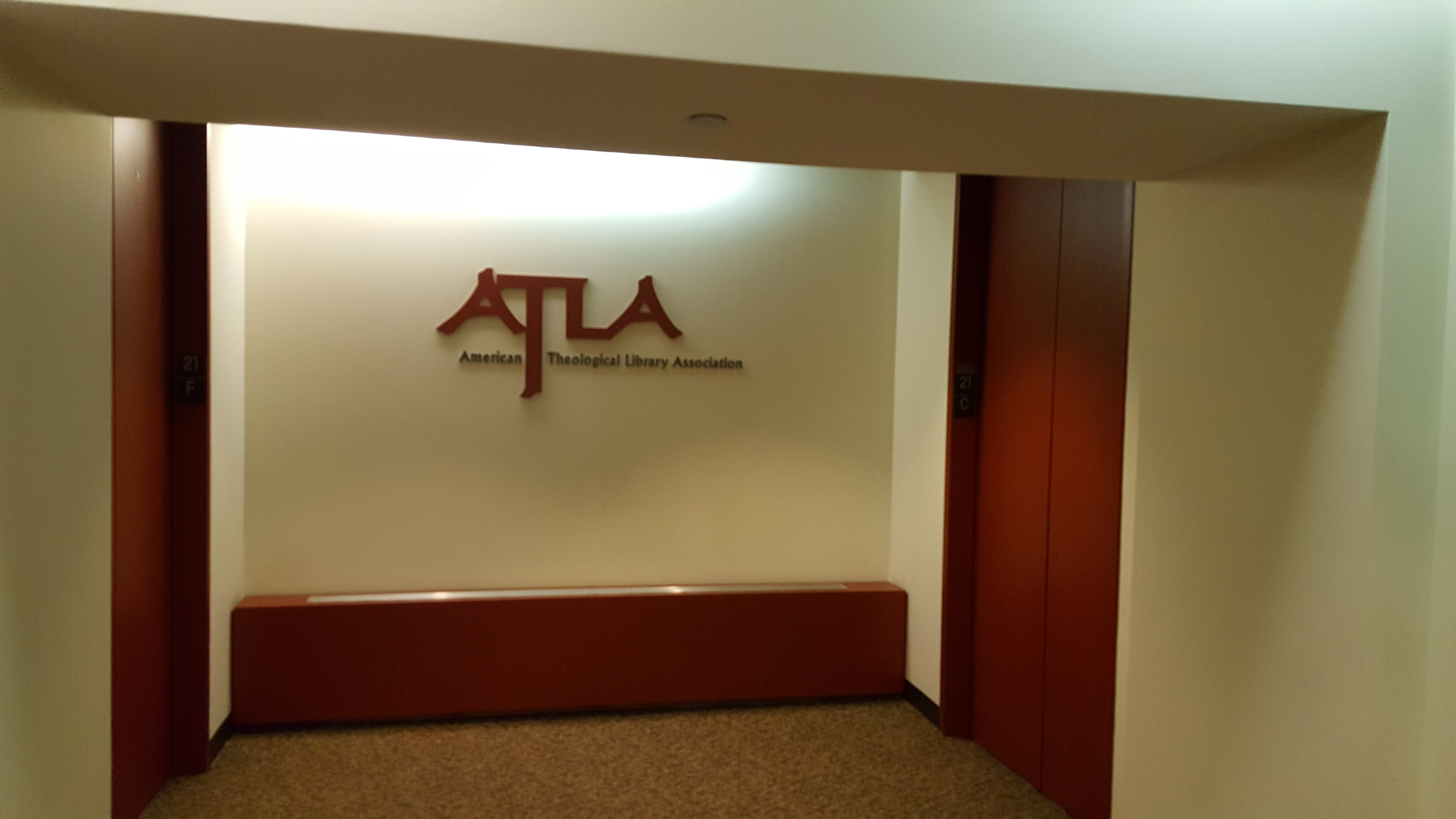
미국 시카코에 본부가 있는 미국신학도서관협회(ATLA)

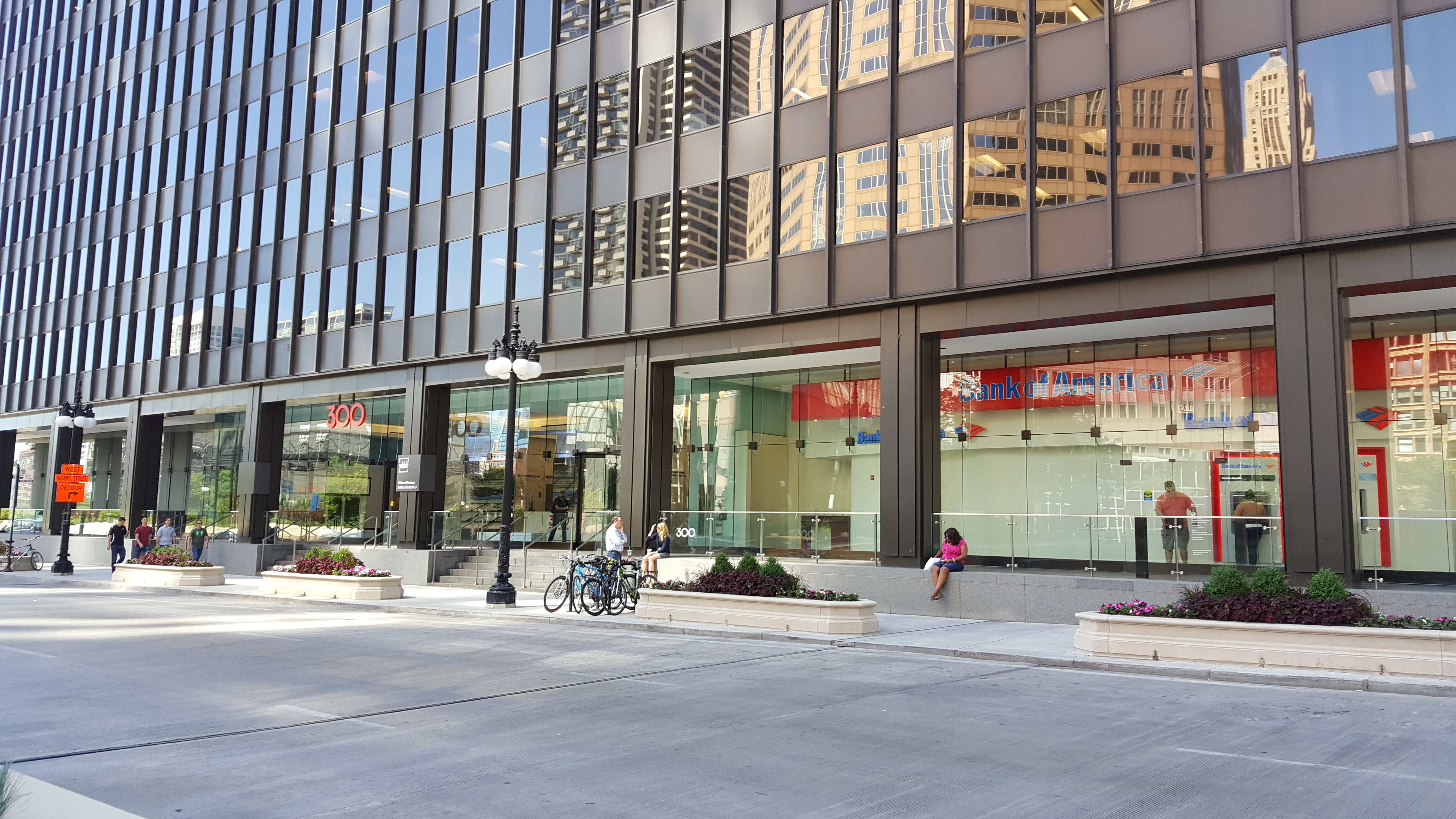
미국 시카코에 본부가 있는 미국신학도서관협회(ATLA) 앞문

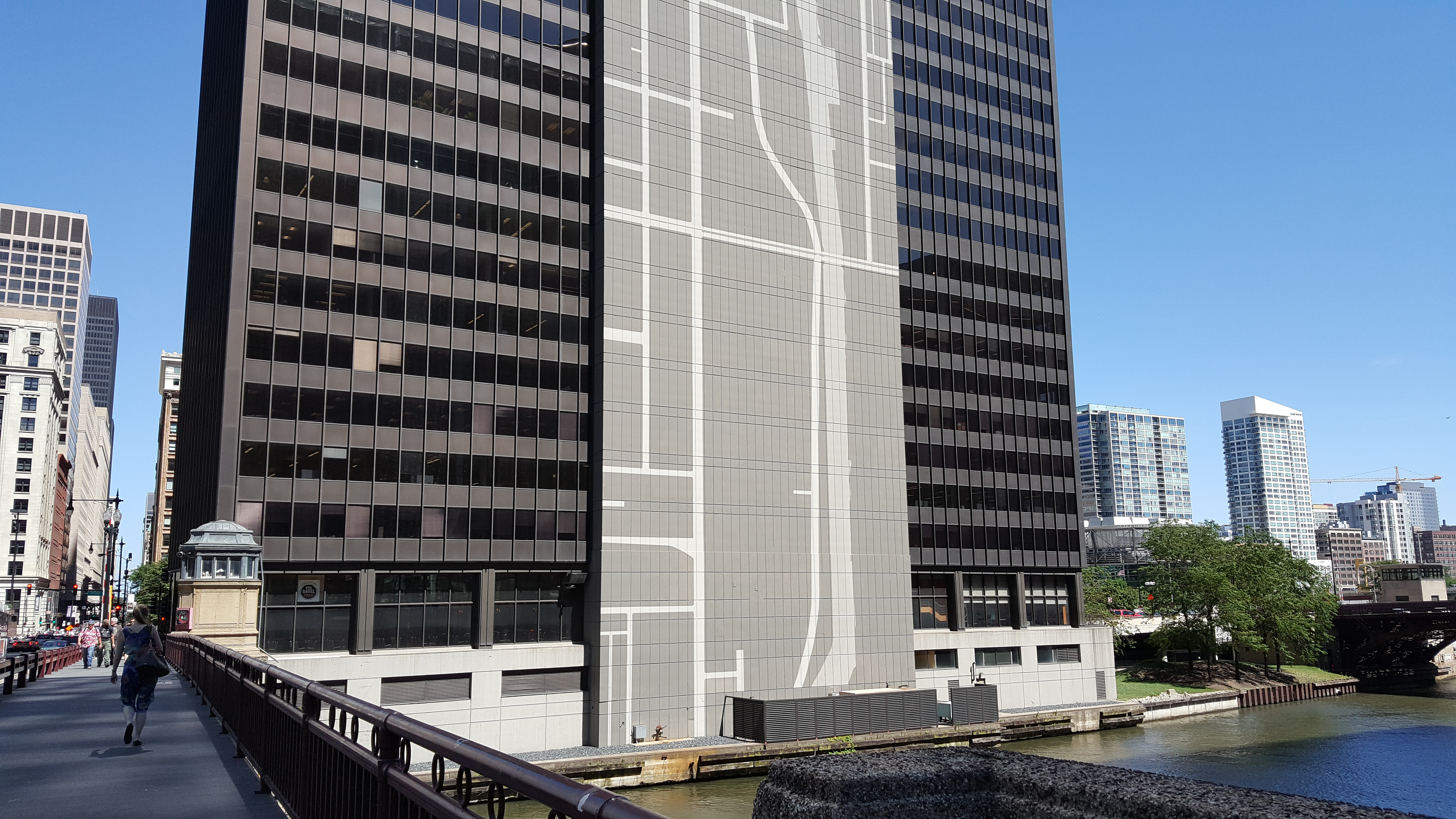
미국 시카코에 본부가 있는 미국신학도서관협회(ATLA) 뒷배경

## 출판물
- ATLA Newsletter (monthly)
- Summary of Proceedings (annual)
- Theology Cataloging Bulletin (quarterly)
- Theological Librarianship (online open-access journal)